# Pisticci
Pisticci es un municipio italiano situado en la provincia de Matera, en Basilicata. Tiene una población estimada, a fines de junio de 2024, de 16 826 habitantes.

## Historia
En 1939 el régimen fascista abrió en el municipio una colonia penitenciaria destinada a albergar a elementos considerados subversivos. Guido Leto, entonces director de la policía política de Mussolini y responsable de los servicios de confinamiento en la Direzione Generale della Pubblica Sicurezza, calificó esta colonia como «experimento social». Sin embargo, la historiografía reciente ha calificado el de Pisticci como «el primer campo de concentración italiano».

## Evolución demográfica
| Gráfica de evolución demográfica de Pisticci entre 1861 y 2024 |
|                                                                |
| Fuente: ISTAT - Elaboración gráfica de Wikipedia               |